# Kilmardinny House

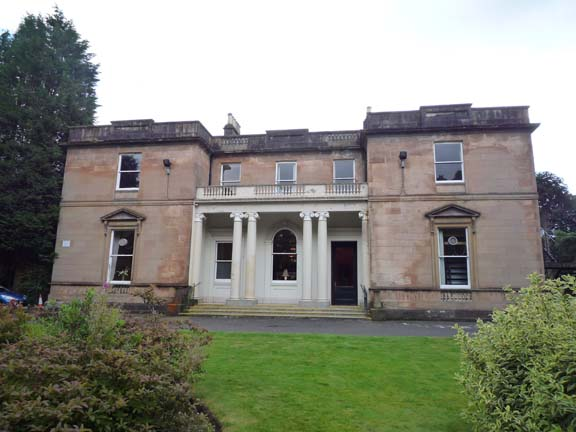
Kilmardinny House

Kilmardinny House ist eine Villa im Georgianischen Stil in der schottischen Stadt Bearsden in der Council Area East Dunbartonshire. 1971 wurde das Gebäude in die schottischen Denkmallisten zunächst in der Kategorie B aufgenommen. 1989 erfolgte dann die Hochstufung in die höchste Denkmalkategorie A.

## Geschichte
Der Name Kilmardinny geht auf eine mittelalterliche Länderei zurück. Im 15. Jahrhundert erwarb John Colquhoun die Hälfte des Grundes und sein Enkel 1505 schließlich die verbliebene Hälfte. Bis ins frühe 18. Jahrhundert wurde das Anwesen innerhalb des Clans Colquhoun vererbt und schließlich an den Clan Graham veräußert. Nach weiteren Besitzerwechseln und einer Aufteilung in vier Grundstücke gelangte ein Teil in den Besitz von John Leitch. Auf diesem befand sich das seit Jahrhunderten existierende Herrenhaus, welches sich zu diesem Zeitpunkt jedoch als veraltet und renovierungsbedürftig darstellte. Im frühen 18. Jahrhundert ließ Leitch das Gebäude zu einer modernen Villa erweitern und modernisieren und bildete damit die Basis des heutigen Kilmardinny House. Es folgten weitere Besitzerwechseln, wobei auch der radikale Glasgower Unterhausabgeordnete Robert Dalglish zwischen 1857 und 1874 zu den Eigentümern zählte. Dalglish veranstaltete dort opulente Feste, denen auch Benjamin Disraeli und John Bright beiwohnten. Zu dieser Zeit lag Kilmardinny House noch isoliert etwa 1,5 km südwestlich von Milngavie. Jeder der Eigentümer von Kilmardinny House ließ Umgestaltungen und Erweiterungen vornehmen, bis 1965 der Rat von Bearsden das Anwesen erwarb.
Die Stadt Bearsden richtete über die Jahre in Kilmardinny House ein Kulturzentrum ein. Es finden dort Theateraufführungen, Kunstausstellungen und Konzerte statt. Teile des Gebäudes wurden hierzu abgerissen, darunter das oberste Stockwerk und ein Gebäudeflügel. Zu dem Haus gehören auch die Parkanlagen des gegenüberliegenden Kilmardinny Lochs. Kilmardinny House kann für Veranstaltungen angemietet werden.